# Chặng đua MotoGP Tây Ban Nha 2020
Chặng đua MotoGP Tây Ban Nha 2020 (tên chính thức 2020 Gran Premio Red Bull de España) là chặng đua đầu tiên của mùa giải MotoGP 2020. Chặng đua được tổ chức ở trường đua Circuito de Jerez-Ángel Nieto, Tây Ban Nha từ ngày 17 đến 19 tháng 07 năm 2020. Người chiến thắng là Fabio Quartararo của đội đua Petronas Yamaha.

## Diễn biến chính
Do Cal Crutchlow và Alex Rins bị chấn thương ở các buổi đua thử và đua phân hạng nên không thể tham gia cuộc đua chính thức.
Fabio Quartararo là người giành pole tuy nhiên tay đua người Pháp để tụt xuống P4 sau pha xuất phát. Người dẫn đầu sau vòng 1 là Maverick Vinales. Anh bị mất vị trí dẫn đầu vào tay Marc Marquez ở vòng 3. Marquez cũng chỉ dẫn đầu có 2 vòng rồi bị ngã xe, nhưng anh vẫn cố gắng đua tiếp dù đã bị tụt xuống tận vị trí thứ 16.
Ở nhóm đầu thì Quartararo đã lấy lại vị trí số 1 từ vòng 8 và đã giành được chiến thắng MotoGP đầu tiên trong sự nghiệp. Đây cũng là chiến thắng MotoGP đầu tiên của đội đua Petronas.
Trở lại với Marquez, đến cuối cuộc đua, anh đã vượt lên vị trí thứ 3, chuẩn bị tấn công Vinales. Không may là tay đua của đội Repsol Honda lại để ngã xe một lần nữa, cú ngã này khiến anh bị gãy tay, phải nghỉ thi đấu toàn bộ các chặng đua còn lại của mùa giải.
Hai vòng trước khi cuộc đua kết thúc thì Andrea Dovizioso cũng kịp vượt Jack Miller để lên podium.
Với chiến thắng ở chặng đua mở màn, Fabio Quartararo tạm thời vươn lên dẫn đầu BXH tổng với 25 điểm.

## Kết quả
| Stt                         | Số xe | Tay đua           | Xe      | Lap | Thời gian     | Xuất phát | Điểm |
| --------------------------- | ----- | ----------------- | ------- | --- | ------------- | --------- | ---- |
| 1                           | 20    | Fabio Quartararo  | Yamaha  | 25  | 41:23.796     | 1         | 25   |
| 2                           | 12    | Maverick Viñales  | Yamaha  | 25  | +4.603        | 2         | 20   |
| 3                           | 4     | Andrea Dovizioso  | Ducati  | 25  | +5.946        | 7         | 16   |
| 4                           | 43    | Jack Miller       | Ducati  | 25  | +6.668        | 5         | 13   |
| 5                           | 21    | Franco Morbidelli | Yamaha  | 25  | +6.844        | 8         | 11   |
| 6                           | 44    | Pol Espargaró     | KTM     | 25  | +6.938        | 6         | 10   |
| 7                           | 63    | Francesco Bagnaia | Ducati  | 25  | +13.027       | 4         | 9    |
| 8                           | 88    | Miguel Oliveira   | KTM     | 25  | +13.441       | 15        | 8    |
| 9                           | 9     | Danilo Petrucci   | Ducati  | 25  | +19.651       | 12        | 7    |
| 10                          | 30    | Takaaki Nakagami  | Honda   | 25  | +21.553       | 13        | 6    |
| 11                          | 5     | Johann Zarco      | Ducati  | 25  | +25.100       | 18        | 5    |
| 12                          | 73    | Álex Márquez      | Honda   | 25  | +27.350       | 19        | 4    |
| 13                          | 33    | Brad Binder       | KTM     | 25  | +29.640       | 11        | 3    |
| 14                          | 53    | Tito Rabat        | Ducati  | 25  | +32.898       | 17        | 2    |
| 15                          | 38    | Bradley Smith     | Aprilia | 25  | +39.682       | 16        | 1    |
| Ret                         | 93    | Marc Márquez      | Honda   | 21  | Accident      | 3         |      |
| Ret                         | 27    | Iker Lecuona      | KTM     | 19  | Heat Syncope  | 20        |      |
| Ret                         | 46    | Valentino Rossi   | Yamaha  | 18  | Electronics   | 9         |      |
| Ret                         | 41    | Aleix Espargaró   | Aprilia | 2   | Accident      | 14        |      |
| Ret                         | 36    | Joan Mir          | Suzuki  | 1   | Accident      | 10        |      |
| DNS                         | 35    | Cal Crutchlow     | Honda   |     | Did not start |           |      |
| DNS                         | 42    | Álex Rins         | Suzuki  |     | Did not start |           |      |
| OFFICIAL MOTOGP RACE REPORT |       |                   |         |     |               |           |      |

Nguồn: Trang chủ MotoGP

## BXH sau chặng đua
| Stt | Tay đua           | Điểm |
| --- | ----------------- | ---- |
| 1   | Fabio Quartararo  | 25   |
| 2   | Maverick Viñales  | 20   |
| 3   | Andrea Dovizioso  | 16   |
| 4   | Jack Miller       | 13   |
| 5   | Franco Morbidelli | 11   |

| Stt | Xưởng đua | Điểm |
| --- | --------- | ---- |
| 1   | Yamaha    | 25   |
| 2   | Ducati    | 16   |
| 3   | KTM       | 10   |
| 4   | Honda     | 6    |
| 5   | Aprilia   | 1    |

| Stt | Đội đua                      | Điểm |
| --- | ---------------------------- | ---- |
| 1   | Petronas Yamaha SRT          | 36   |
| 2   | Ducati Team                  | 23   |
| 3   | Pramac Racing                | 22   |
| 4   | Monster Energy Yamaha MotoGP | 20   |
| 5   | Red Bull KTM Factory Racing  | 13   |